# Palian (huyện)
Palian (tiếng Thái: ปะเหลียน) là một huyện (amphoe) ở phía nam của tỉnh Trang, Thái Lan.

## Địa lý
Các huyện giáp ranh (từ phía đông theo chiều kim đồng hồ) là: Kong Ra, Tamot và  Pa Bon của tỉnh Phatthalung, Khuan Kalong, Manang và Thung Wa của tỉnh Satun, Hat Samran và Yan Ta Khao của tỉnh Trang.

## Lịch sử
Ban đầu tên là Yong Sata (หยงสตา), sau đó tên đã được đổi tên thành Palian năm 1939.

## Hành chính
Huyện này được chia thành 10 phó huyện (tambon), các đơn vị này lại được chia ra thành 85 làng (muban). Tha Kham là một thị trấn (thesaban tambon) nằm trên một phần của tambon Tha Kham. Có 10 Tổ chức hành chính tambon.
| \| STT. \| Tên \| Tên Thái \| Số làng \| Dân số \| \| \| ---- \| --------- \| -------- \| ------- \| ------ \| \| \| 1. \| Tha Kham \| ท่าข้าม \| 9 \| 8.296 \| \| \| 2. \| Thung Yao \| ทุ่งยาว \| 7 \| 6.447 \| \| \| 3. \| Palian \| ปะเหลียน \| 14 \| 10.932 \| \| \| 4. \| Bang Duan \| บางด้วน \| 6 \| 4.103 \| \| \| 7. \| Ban Na \| บ้านนา \| 12 \| 9.565 \| \| \| 9. \| Suso \| สุโสะ \| 11 \| 6.417 \| \| \| 10. \| Li Phang \| ลิพัง \| 7 \| 5.591 \| \| \| 11. \| Ko Sukon \| เกาะสุกร \| 4 \| 2.454 \| \| \| 12. \| Tha Phaya \| ท่าพญา \| 4 \| 3.504 \| \| \| 13. \| Laem Som \| แหลมสอม \| 11 \| 5.605 \| \| | Map of tambon |          |         |        |  |
| STT. | Tên           | Tên Thái | Số làng | Dân số |  |
| 1. | Tha Kham      | ท่าข้าม    | 9       | 8.296  |  |
| 2. | Thung Yao     | ทุ่งยาว    | 7       | 6.447  |  |
| 3. | Palian        | ปะเหลียน  | 14      | 10.932 |  |
| 4. | Bang Duan     | บางด้วน   | 6       | 4.103  |  |
| 7. | Ban Na        | บ้านนา    | 12      | 9.565  |  |
| 9. | Suso          | สุโสะ     | 11      | 6.417  |  |
| 10. | Li Phang      | ลิพัง      | 7       | 5.591  |  |
| 11. | Ko Sukon      | เกาะสุกร  | 4       | 2.454  |  |
| 12. | Tha Phaya     | ท่าพญา    | 4       | 3.504  |  |
| 13. | Laem Som      | แหลมสอม  | 11      | 5.605  |  |

Các con số không có trong bảng này là tambon nay tạo thành huyện Hat Samran.